# Брак в Древнем Риме
Брак в Дре́внем Ри́ме считался священным таинством и опорой государства. Большинство браков в богатых семьях Древнего Рима заключалось по расчёту: для продолжения рода (лат. matrimonium — «брак», от лат. mater — «мать»), для объединения владений, а также для укрепления политических союзов. Среди бедного населения нередко также преобладал расчёт, однако не исключались браки по любви.
Авторы времён Римской империи придерживались мнения, что республика была периодом расцвета римского брака, так как мужчины строго следили за моралью и поведением своих жён. Партнёрства супругов в современном понимании не требовалось, было не только ненужным, но и невозможным: в Древнем Риме считалось, что жена должна была посвятить свою жизнь поддержке мужа и заботе о нём.

## Значение брака
Если желавшие заключить брак находились на содержании главы семьи (арх.-лат. pater familias), им требовалось получить его разрешение. Брак также мог состояться по инициативе главы семьи, например, в целях укрепления политического или торгового партнёрства. Согласие детей было выражением «расположения к браку» (лат. affectio maritalis), «решения соединить жизнь» и тесно связано с почитанием друг друга как мужа и жены (лат. honor maritalis). Юридический характер браку придавала именно эта моральная сторона, а не формальная и не физическая. II титул XXIII книги Дигест «De ritu nuptiarum» в собрании трудов римских юристов открывается словами Модестина: «Брак есть супружеский союз мужа и жены, общность всей жизни, единение божеского и человеческого права», что, по мнению учёных, подходит лишь к раннеримскому браку.
В свободном браке присутствовал сакральный элемент, и брачные обряды также именовались «священными». Юристы конца республики уделяли большее внимание «человеческому», чем «божественному» праву, а в Институциях Юстиниана определение брака выглядит так: «Законный брак заключают между собой римские граждане, которые сходятся, следуя предписаниям законов».

### Мотивы для вступления в брак

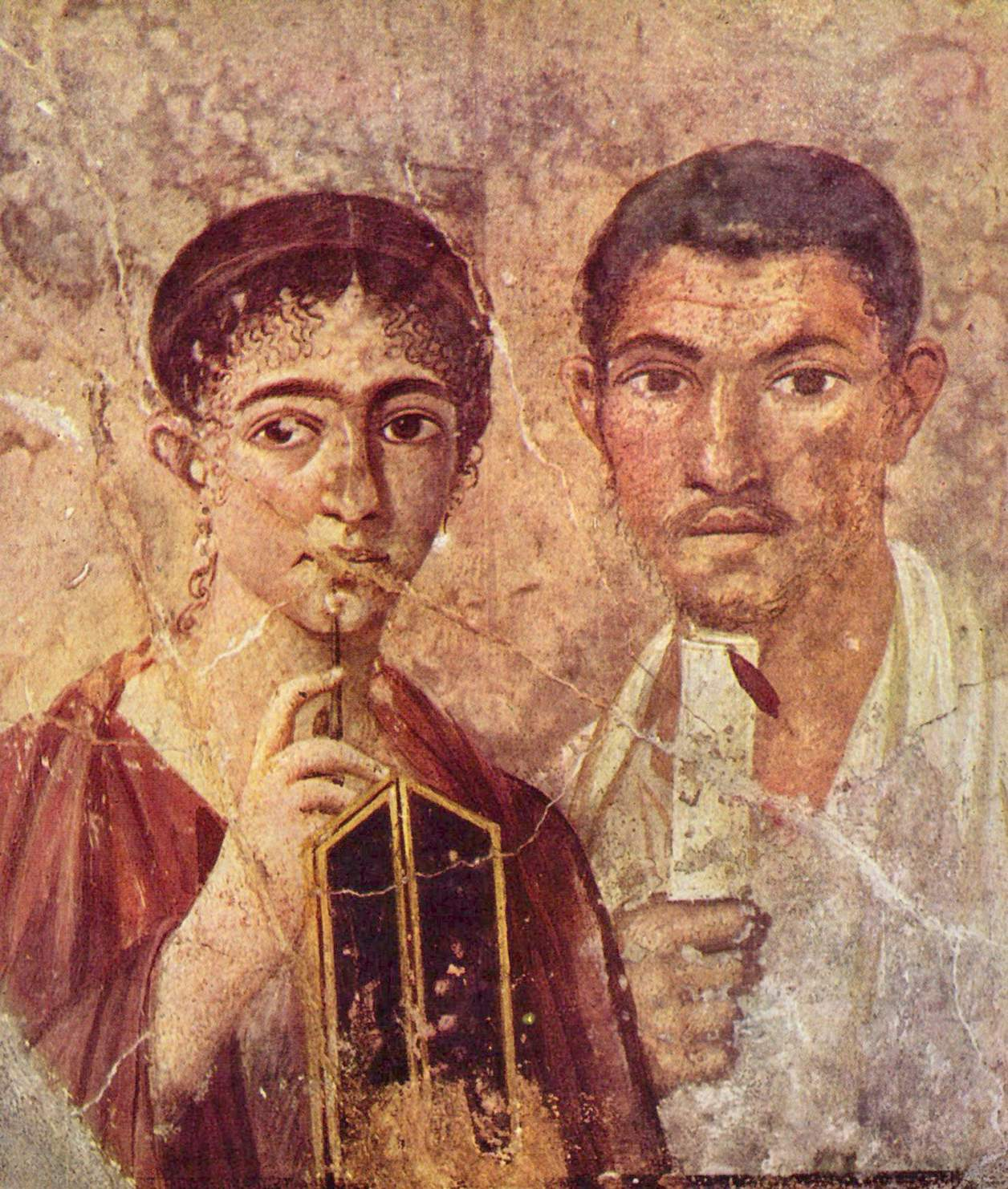
Портрет супругов. Первая половина I века, фреска из Помпеи

Поиск подходящего жениха для девочки отец семейства порой начинал уже вскоре после её рождения. Аналогично ситуация складывалась для мальчиков. Сенека писал о том, что отцы семейства иногда выбирали для своих наследников неподходящих жён. Так [родители] тщательнее и придирчивее выбирают для себя скот и рабов, но не будущую супругу своего сына. О недостатках будущей жены жених, согласно Сенеке, часто узнаёт лишь на свадьбе.
Одной из важных причин для вступления в брак являлось заключение политических альянсов. Известны многочисленные примеры подобных союзов в I веке до н. э., в которых невеста и родившиеся у неё дети поддерживали стабильность политических объединений. Для мужчины брак служил укреплению богатства и подтверждал высокий гражданский статус. Кроме того, пока длился брак, муж мог распоряжаться денежной составляющей приданого и ожидать от семьи супруги финансирования его карьеры.
Не менее важным было рождение законных наследников, которые тем самым сохраняли положение в обществе из поколения в поколение. Иногда отец жениха посылал к будущей супруге повивальную бабку, чтобы та осмотрела невесту и узнала, способна ли она к деторождению и продолжению рода.

### Предпосылки для вступления в брак
- Возраст. Девочки могли быть отданы замуж по достижении совершеннолетия, то есть в возрасте 12 лет (девушка считалась лат. viri potens[11] — «в состоянии принимать мужчин»), мальчики в 14 лет (лат. pubes)[1]. Причинами рано выдавать дочь замуж были ранняя смертность женщин и детей и более низкая ожидаемая продолжительность жизни[12]. Иногда девочки жили в доме жениха с более раннего возраста, однако для такой невесты обязанности жены в полном объёме наступали строго по закону. По мнению некоторых учёных, в действительности девушки чаще всего выходили замуж в возрасте между 17 и 23 годами, а мужчины женились в среднем в 27—30 лет[13]. Однако один из современников императора Траяна считал, например, рекомендованный Гесиодом возраст для вступления в брак (18 лет), по «сегодняшним меркам, довольно поздним»[1]. Разница в возрасте супругов иногда доходила до 30 лет[источник не указан 2448 дней].
- Родственные связи. Супруги не должны были состоять в родстве. Браки, в которых муж и жена являлись родственниками до 4 колена, считались инцестом и карались смертной казнью[14] (позднее ссылкой[5]). Также были запрещены браки между приёмными детьми и родителями[источник не указан 2448 дней]. Со временем условие о родственных связях между супругами стало менее строгим: с I века до н. э. был разрешён брак между двоюродными братьями и сёстрами[15]. Такой брак, заключённый в 171 году до н. э., описывает Тит Ливий[16]. В III веке н. э. было разрешено вступать в брак также дядям и племянницам[17]. Брак между братьями и сёстрами встречался в Римском Египте среди простолюдинов, что для римлян являлось нарушением закона, но местными обычаями разрешалось[источник не указан 2448 дней].
- Согласие. Для заключения брака согласие отца семьи было обязательным. В ранний период римской истории не требовалось согласие детей, однако позднее глава семьи не мог повлиять на решение сына[18]. Для обручения и брака дочери, по словам Ульпиана, её согласие рассматривалось как формальное. Девушка могла не согласиться на свадьбу только в том случае, если отец выбрал для неё недостойного (например, по характеру или поведению) или «запятнанного позором» жениха[19]. Более взрослые дети часто сами выбирали себе супругов, а с введением законов Августа дети могли обратиться к магистрату, если отец не давал разрешения на брак[20].
- Статус. Право на создание семьи (лат. conubium) имели лишь свободные римские граждане. Брак был запрещён лицам, занимавшим определённые должности и имевшим определённый статус: например, опекунам и их подопечным, магистратам провинций во время нахождения в должности, солдатам и иноземцам, рабам[18].

### Приданое
О приданом (лат. dos) отцы жениха и невесты обычно договаривались во время помолвки, однако соглашения могли заключаться и после брака. Оно могло состоять из имущества, денег, драгоценных металлов, дорогих тканей, прав, обязательств (например, женщина, выходившая замуж за своего должника, могла оставить ему этот долг как приданое).
Зачем я на жене богатой не женюсь?

Я выйти за жену богатую боюсь.

Всегда муж должен быть жене своей главою,

То будут завсегда равны между собою.
Отец девушки должен был выплатить приданое в течение 3 лет после свадьбы. Муж мог использовать его во время брака: «Приданое, будучи связано с браком, служит его тяготам и общим детям…» При разводе муж был обязан выплатить всё приданое; если муж умирал, то жена также получала приданое обратно, так как, как писал римский юрист Помпоний, «для государства важно, чтобы приданое сохранялось для женщины, ибо крайне необходимо, чтобы женщины были с приданым ради рождения потомства и пополнения гражданства детьми». Муж не имел права распоряжаться личным состоянием женщины. «Исходное приданое», данное отцом дочери, возвращалось отцу в случае смерти дочери «вместо утешения» (лат. solacii loco), «чтобы, потеряв дочь, он не страдал ещё и от денежного убытка», приданое, данное матерью, оставалось у мужа умершей дочери как «пришлое».
Обычай выдавать дочерей и сестёр замуж без приданого большей частью не только не приветствовался, но и осуждался: «Но какой скандал — девицу выдать без приданого». В богатом городском доме власть жены объясняется, по мнению учёных, ролью её приданого: принесённые женщиной в дом мужа средства давали ей право требовать внимания со стороны мужа, что иногда рассматривалось мужьями как посягательство на их свободу. Так, один из героев комедии Плавта признается, что, «взяв деньги, власть он продал за приданое…»

### Помолвка
Свадьбе могла предшествовать церемония помолвки (лат. sponsalia, от лат. spondere — «обещать»), на которой отцы договаривались о предстоящей свадьбе. Этот обычай соблюдался прежде всего в семьях высшего сословия и в юридическом плане являлся лишь праздником. Будущий жених вручал невесте наряду с дарами в знак верности железное кольцо (лат. anulus pronubus) без камня (в более позднее время — золотое кольцо). Кольцо носила только невеста на безымянном пальце левой руки, так как римляне полагали, что оттуда идёт вена к сердцу. Помолвка во времена империи скреплялась ещё и поцелуем. Во времена поздней республики и Римской империи праздник с приглашёнными гостями и подарками был скорее обычным делом и устраивался, чтобы упрочить уважение в обществе. Помолвка могла быть в любое время расторгнута словами: лат. conditione tua non utor — «твоим предложением не воспользуюсь».
Возрастных ограничений для помолвки не существовало. По закону Августа, от наказаний за безбрачие освобождались помолвленные холостяки, вследствие чего многие мужчины стали использовать это правило для уклонения от брака: устраивалась помолвка с совсем маленькими детьми. Август постановил, что помолвка считается недействительной, если в течение двух лет после неё брак не заключается официально.

## Свадьба

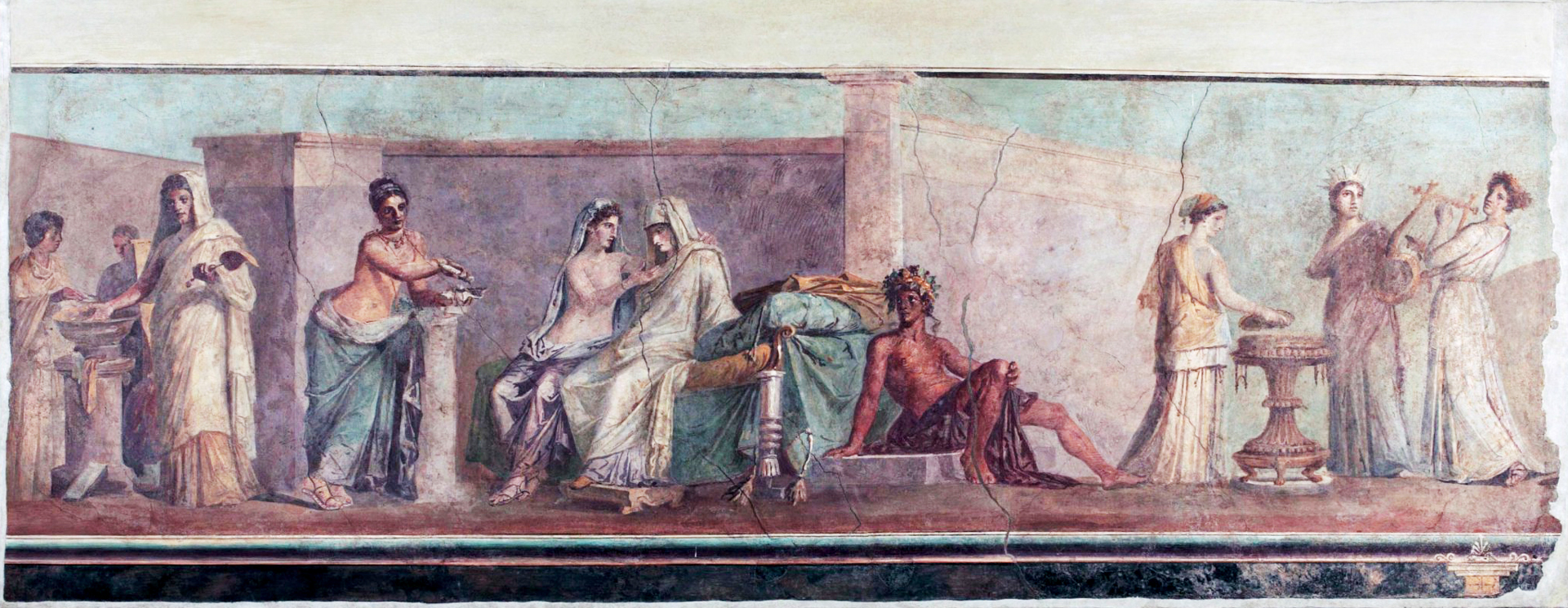
Античная римская фреска («Свадьба Альдобрандини», 20-10 года до н. э.) с изображением подготовки к свадьбе. Сама Венера посвящает невесту в тайны брака

Свадьба была большим семейным праздником, а для невесты свадьба являлась формальным «переходом» от девочки к женщине. Из письменных источников известны обычаи подготовки и проведения свадьбы в высших сословиях Древнего Рима, о традициях в семьях крестьян, торговцев, ремесленников точно ничего не известно.

### Дата
Дата бракосочетания выбиралась с учётом религиозных традиций и праздников, верований в счастливые и несчастливые дни. Браки не заключались в календы — первые дни каждого месяца, ноны — 7-й день марта, мая, июля, октября и 5-й день остальных месяцев, иды — дни в середине месяца. Неблагоприятными считались весь март, посвящённый Марсу, богу войны, так как «воевать не пристало супругам», май, на который приходился праздник Лемурий, и первая половина июня, занятая работами по наведению порядка и чистоты в храме Весты. Дни поминовения умерших, как дни печали и траура, также не подходили для свадьбы, как и дни, когда бывал открыт mundus — вход в подземный мир: 24 августа, 5 сентября и 8 октября. Благоприятной считалась вторая половина июня.

### Наряд
Вечером перед свадьбой девушка жертвовала свои старые игрушки и детскую одежду, тем самым прощаясь с детством. Накануне свадьбы невесте повязывали голову красным платком и надевали на неё длинную прямую белую тунику с поясом из шерсти, предназначавшуюся и для дня свадьбы. Пояс из овечьей шерсти (лат. cingillum) завязывался двойным геркулесовым узлом, который должен был предотвратить несчастье.
Волосы невесты также накануне вечером укладывались наконечником копья (лат. caelibari hasta) в 5 прядей. Использовался именно наконечник копья, возможно, как символ дома и семейного права, или потому, что матроны находились под опекой Юноны Куриты, «которая именовалась так от носимого ею копья, что в языке сабинов зовётся curis, или потому, что оно предвещало рождение храбрых мужей; или что в силу брачного права невеста передаётся под власть мужа, так как копьё есть и наилучший [вид] оружия, и символ высшей власти». Затем волосы скреплялись шерстяными нитями (лат. vittae) и собирались в конусообразной форме.
Свадебный наряд невесты представлял собой длинное платье — паллу (лат. palla gelbeatica), ярко-красного цвета, надеваемое на тунику. На голову накидывали покрывало огненного, жёлто-красного цвета (лат. flammeum), немного спуская его на лицо, а со времён поздней республики надевали венок из цветов (вербены и майорана, позднее из цветов апельсинового дерева и мирта), собранных самой невестой. Обувь должна была быть того же цвета, что и flammeum. К украшениям относился прежде всего браслет. Об особенном наряде для жениха не сохранилось сведений, возможно, он надевал обычную белую тогу и венок (по греческой традиции). Дома невесты и жениха украшались венками, зелёными ветвями, лентами и цветными коврами.

### Церемония
Утром в день свадьбы процессия, которую возглавляла распорядительница (лат. pronuba), женщина, служившая невесте примером, так как лишь один раз была замужем, направлялась к храму или домашнему атриуму. Затем пару подводили к алтарю, на котором в жертву приносилась свинья (реже — овца или вол), чтобы по внутренностям узнать у богов, будет ли брак счастливым. Если предсказание было удачным, то проводивший ауспиции давал своё согласие на брак.
Затем подписывался брачный договор (лат. pacta dotalia), пара произносила «да» и обменивалась кольцами. В качестве знака верности и как символ дружеского и сердечного единения (а не как скрепление договора) жених и невеста подавали друг другу правую руку (лат. dextrarum iunctio). Затем просили благословения у пяти богов: у Юпитера как гаранта союза, у Юноны как богини брака, Венеры как богини любви, Фидес как олицетворения верности и Дианы как богини-матери.
После брачной церемонии начиналось обильное застолье (лат. cena nuptialis). Вечером после пира  девушка окончательно покидала своих родителей: начиналась церемония «отведения» (лат. deductio) — проводы невесты в дом жениха. Невесту «похищали» в память о древних традициях: «делать вид, будто девушку похищают из объятий матери, а если матери нет, то — ближайшей родственницы».

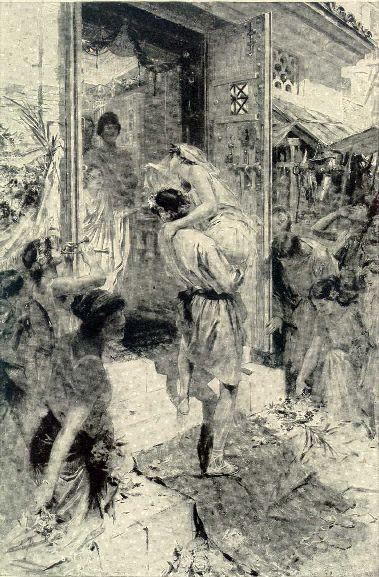
Свадебный обычай: жених переносит невесту через порог своего дома

Затем пару отводили в дом мужа в сопровождении насмешливых, а также непристойных песен (лат. versus Fescennini — так назывались, возможно, потому, что считалось, что они оберегают от колдовства (лат. fascinum), песен, гимнов, шуток. Также по дороге кричали свадебный возглас «Талассию!», по словам римского историка Тита Ливия, обычай, идущий со времён похищения сабинянок:

Одну из девиц, самую красивую и привлекательную, похитили, как рассказывают, люди некоего Талассия, и многие спрашивали, кому её несут, а те, опасаясь насилия, то и дело выкрикивали, что несут её Талассию; отсюда и происходит этот свадебный возглас.

Невесту вели за руки двое мальчиков, третий нёс перед ней факел из терновника (лат. spina alba), который зажигали от огня на очаге дома невесты. За невестой несли прялку и веретено, как символы женских занятий в доме мужа. Прохожим раздавали (бросали) орехи как знак плодородия, которые должны были обеспечить новой семье обильное потомство.
Муж переносил жену через порог нового дома, чтобы жена не споткнулась о него, что считалось плохим знаком. После этого жена оборачивала дверной косяк шерстью и смазывала жиром (по словам Плиния Старшего, использовался волчий жир как воспоминание о волчице, вскормившей Ромула и Рема) и маслом, что, возможно, должно было отпугивать злых духов в первую ночь. Гости уходили и продолжали праздновать в другом месте.
Жену раздевали женщины, которые лишь единожды состояли в браке, и отводили к кровати мужа. Муж встречал жену с огнём и водой (в основном, с факелом и кубком с водой), жена произносила слова: лат. Ubi tu Gaius, ego Gaia — «Где ты Гай, буду я, Гайя». Возможно, ранее эта формула означала, что женщина принимала имя мужа или становилась как бы частью его. Поначалу фразу говорили после подписания брачного договора, позднее — лишь в доме мужа.
Жену усаживали на стул напротив двери, затем ещё раз произносились молитвы, на этот раз божествам дома. Затем жена перенимала огонь и воду как два основных элемента домашнего хозяйства и давала за это три монеты. Одну из них получал муж, другую оставляли для домашних лар на алтаре, а третью оставляли позднее для компитальных лар на перекрёстке. В постели муж символически развязывал пояс на тунике, завязанный геркулесовым узлом, чтобы у него было так же много детей, как у Геркулеса.
Новобрачные призывали в первую брачную ночь «на помощь» Мутуна-Тутуна (греческий бог Приап, на «фаллос которого советуется сесть новобрачной») и богиню Пертунду, Венеру, бога Субига («чтобы она подчинилась мужу») и богиню Прему («чтобы, подчинившись, сохраняла покорное положение»). Тертуллиан так взывал к римлянам: «Пощадите вы богов, бесстыдники! Никто не присутствует при игрищах молодых супругов. Лишь сами новобрачные наслаждаются на ложах — и краснеют».

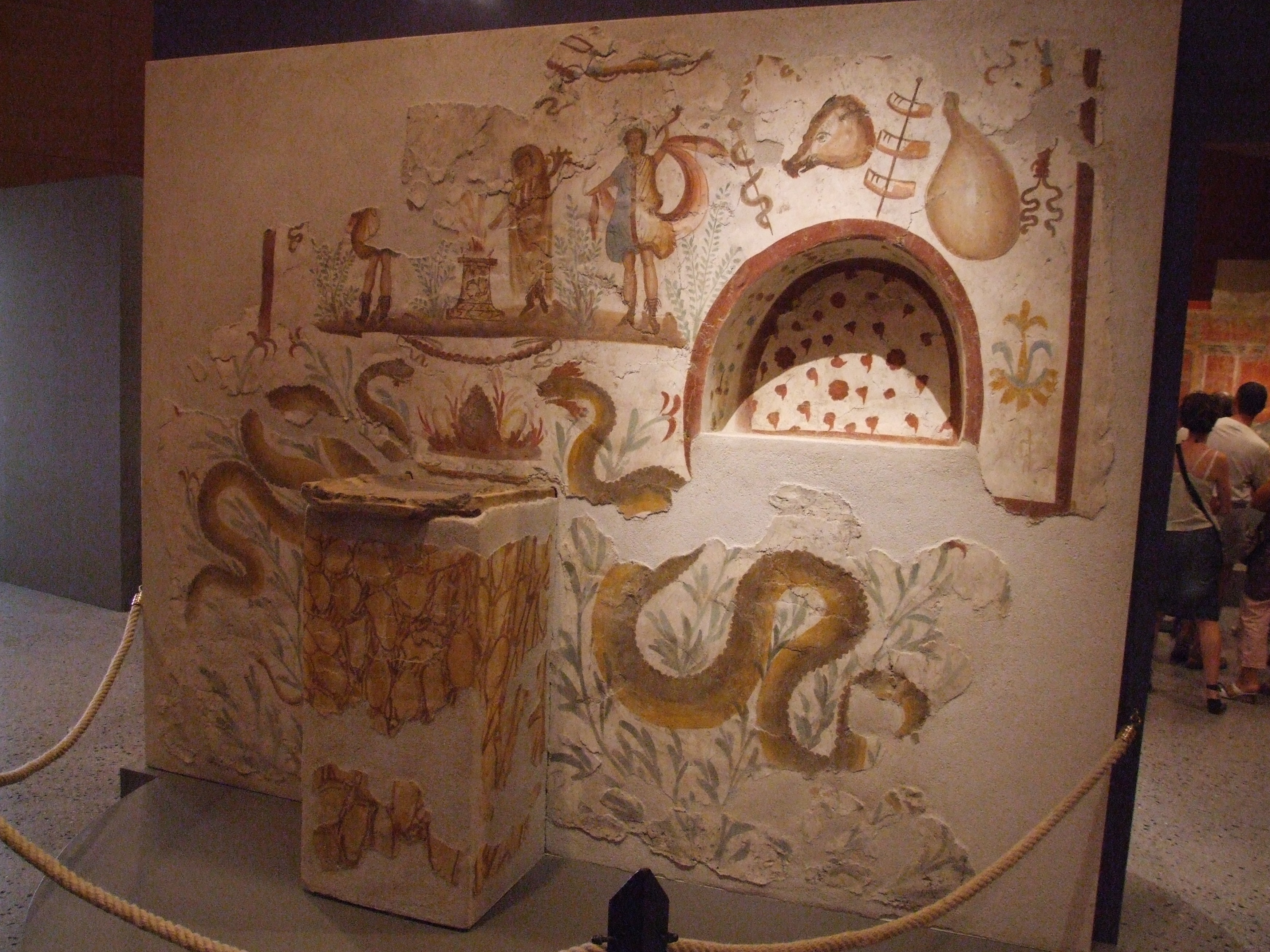
Ларарий из Помпеи. К фамильным ларам обращались также в связи с бракосочетанием

На следующий день жена появлялась впервые в наряде матроны и ещё раз приносила жертвы ларам и пенатам, а также получала подарки от мужа. В этот день молодая семья устраивала праздничное застолье у себя дома в кругу близких родственников и друзей (лат. repotia).

### Расходы
Роскошь свадебных праздничных пиров император Август пытался ограничить законодательными мерами: затраты на свадьбу и последующее торжество не могли превышать 1000 сестерциев. Сумма была слишком незначительной, поэтому этот закон, вероятно, не соблюдался. Затраты увеличивались ещё и за счёт того, что гостям в благодарность за оказанную дому честь преподносили денежный подарок. Пары, не желавшие шума и больших трат, предпочитали жениться в сельской местности.

## Брачный договор
Брачный договор (лат. tabulae nuptiales) не являлся обязательным для заключения брака, однако такой договор часто составлялся, так как он регулировал вопросы, связанные с приданым и формальностями его выплаты в случае развода. Во время свадьбы договор зачитывался вслух, а затем десять свидетелей ставили свои печати.
Брачный контракт составлялся на табличках, ни одной из которых не сохранилось. Сохранилось несколько брачных договоров (из Египта, I век н. э.), представляющих собой листы папируса, на которых указаны все украшения и одежды невесты, составлявшие её приданое.

## Уклонение от брака и законы Августа
Упадок семейных добродетелей и разорительная роскошь римских дам снижали в мужчинах склонность к семейной жизни. Число холостых и бездетных среди знати и даже в среднем сословии быстро увеличивалось, а вместе с ним снижалось число детей. К концу римской республики положение настолько ухудшилось, что Август (лат. Lex Iulia) и последующие императоры пытались изменить ситуацию путём принятия законов, ограничивавших гражданские права холостых граждан (санкции в случае безбрачия могли повредить cursus honorum и политической карьере) и предоставлявших некоторые привилегии женатым гражданам, преимущественно многодетным.
Поначалу сенат не соглашался принять закон, поэтому Август зачитал речь цензора Квинта Метелла Македонского, который около века до того также пытался повысить рождаемость и говорил о женщинах как о «неизбежном зле», без которого не может существовать государство. В сенате разразились споры о женской распущенности как одной из причин нежелания вступать в брак и моральном поведении самих сенаторов. Всё же закон, направленный на укрепление брака и семьи в сословиях всадников и сенаторов, был принят. Тем самым, впервые в римской истории император лишил главу семьи традиционной власти и поставил брак под защиту государства.
Законы императора Августа о браке предусматривали, что мужчина был обязан жениться между 25-60 годами, а женщины — между 20-50 годами. В случае нарушения закона они не имели права наследовать, отлучались от общественных игр и празднеств (последний пункт отменил сам Август в 12 году до н. э.).
Гражданам также вменялось иметь детей. По закону о безбрачии и бездетности не имевшие детей женщины, которым исполнилось 20 лет, наказывались штрафом, мужчины платили штраф за бездетность по достижении 25 лет. После рождения третьего ребёнка женщина больше не платила налогов с личного имущества в соответствии с законом трёх детей (лат. ius trium liberorum) и освобождалась от власти мужа.

## Виды брака

### Брак «cum manu»
Поначалу доминировала форма брака лат. cum manu — «с рукой», что означало, что женщина, покидая родной дом, уходила из-под власти главы своей семьи, лат. pater familias, и попадала во власть (лат. patria potestas) мужа или главы семьи мужа. Женщина при этом не могла распоряжаться приданым и принесённым богатством. Однако, в отличие от афинских женщин, римская матрона была значительно самостоятельнее и пользовалась большим уважением. Она могла принимать участие в праздничных обедах, ходить в театр и на игры, в термы, имела доступ к искусству, образованию и науке.
К этой форме брака относились следующие ритуалы:

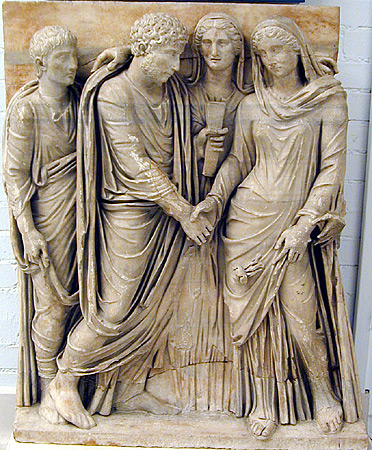
Церемония бракосочетания: новобрачные подают друг другу правую руку

- конфарреация (лат. confarreatio) — торжественный ритуал, проводившийся в основном в семьях патрициев. Обряд совершали главный жрец (лат. pontifex maximus) и фламин Юпитера (лат. flamen Dialis): зачитывались прошения к богам, в жертву приносился хлеб из полбяной муки (лат. far — «полба», отсюда название ритуала). В ходе церемонии в жертву Церере и Теллусу приносились также овца и фрукты. Обязательным было присутствие десяти свидетелей. Установление этой традиции Дионисий Галикарнасский приписывал Ромулу[44]. Плиний писал, что «Ничего не было священнее уз брака, заключённого таким образом». Невеста передавалась из рук отца в руки жениха — это подчёркивало полную зависимость римской патрицианки. Этот обряд не допускал развода — на труднейшую процедуру расторжения подобного брака решались только тогда, когда не оставалось никакого другого выхода. При заключении других видов брака женщина получала больше прав и возможностей. По этим причинам такая форма брака постепенно вышла из употребления, и в 23 году н. э., по словам Тацита, нельзя было найти даже трёх кандидатов на должность жреца Юпитера, которые должны были происходить от родителей, сочетавшихся путём конфарреации, и сами находиться в браке, заключённом таким же образом[45].
- coemptio («купля») — при этом ритуале для более простых граждан и плебеев времён начала республики, девушка в присутствии пяти свидетелей символически «выкупалась» женихом у её отца за один асс[1], при этом женщина становилась как бы собственностью мужа, причём «мужчина спрашивал, хочет ли женщина стать матерью семейства; она отвечала, что хочет. Также и женщина спрашивала, хочет ли мужчина стать отцом семейства»[46]. Эта форма брака также исчезла к середине I века до н. э.[31].
- При браке в форме usus («по привычке, давности»), женщина, прожившая безотлучно в доме своего фактического мужа один год, признавалась его законной женой, находившейся в его manus[47]. При этом важное значение имело само выражение намерения стать мужем и женой, иначе такое совместное проживание считалось конкубинатом[48]. Чтобы избежать брака по причине usus, согласно законам XII таблиц достаточно было ежегодно отлучаться на три ночи подряд из своего дома (лат. trinoctium), прерывая таким образом годичное совместное проживание. «Но это право частью уничтожено законодательным путём, частью исчезло вследствие неприменения», — пишет Гай[47]. Брак в такой форме редко заключался уже при Цицероне[31], и законами Августа был формально упразднён[49].

### Брак «sine manu»
В поздний период Римской республики распространилась форма брака лат. sine manu — «без руки», при которой жена не находилась под властью мужа (лат. sine in manum conventione) и оставалась во власти отца или опекуна. Когда брак sine manu вытеснил все остальные формы, эта опека стала терять своё значение. Так, уже в конце республики опекаемой было достаточно пожаловаться на отлучку своего опекуна, продлившуюся хотя бы один день, и она могла выбрать себе другого по собственному желанию. По законам Августа, женщина, имевшая троих детей, освобождалась от опеки. О пожизненном пребывании женщины под властью отца, мужа, опекуна Гай писал: «В старину хотели, чтобы женщины и в совершенных годах находились по причине своего легкомыслия под опекой». Фактически замужняя женщина уже к концу республики пользуется в частной жизни такой же свободой, как и её муж: распоряжается самостоятельно своим имуществом, обладает свободой подать на развод.

### Другие виды брака
В фиктивный брак вступали, например, бедные мужчины за плату, и это, возможно, было нередким случаем в Древнем Риме. Такой брак заключался, чтобы избежать законов о незамужестве и получить неограниченную свободу. Фиктивный брак упоминается Сенекой в книге о браке, а Тертуллиан пишет о терпении «купленных мужей».
Заочный брак. Выйти замуж можно было и в отсутствие жениха, если женщина по его письму или его посланцем будет отведена в дом мужа. Жениться на отсутствующей невесте было невозможно, так как для этого «необходимо введение (жены) в дом мужа, как бы в брачное жилище, а не (мужа) в дом жены». Заочный брак (так и не ставший фактическим) обязывал женщину оплакивать мужа, если тот погибнет.
Конкубинат (лат. concubinatus) встречался в зажиточных семьях высшего сословия, а также в других слоях населения. Так, женщины в сенаторском сословии иногда жили в конкубинате с вольноотпущенными мужчинами, так как в случае заключения брака она теряла свой статус (по той же причине сенаторы жили с вольноотпущенными женщинами в конкубинате). Такую форму «брака» можно было встретить среди солдат, рабов, сенаторов и вольноотпущенниц.
Сенатор не мог сделать вольноотпущенницу законной женой, что считалось позором и для него, и для всей его семьи, однако отношения в конкубинате не налагали на него никакого пятна.
К конкубинату были такие же требования, как и к браку: жизнь с одним партнёром, жена должна быть верна партнёру и также исполнять свои обязанности. Конкубинат и распространённый «брак рабов» (лат. contubernium), часто поощрявшийся хозяевами, признавались обществом как форма сожительства.
Древнеримский юрист Марциан так писал о конкубинате:

Находиться в конкубинате может и вольноотпущенница другого лица, и свободнорождённая, и, главным образом, такая (женщина), место рождения которой неизвестно или которая продавала своё тело. Если же кто-либо предпочтёт иметь конкубиной женщину честной жизни и свободнорождённую, то это не разрешается без заявления перед свидетелями. Но необходимо или взять эту женщину в качестве жены, или же при отказе от этого вступить с ней во внебрачную связь.

В таких отношения римляне вступали также и по другим семейным обстоятельствам, например, в случае, если отец семейства не хотел жениться во второй раз, чтобы не ущемлять права на наследование детей из первого брака.

### Брак между разными сословиями
Поначалу брак между патрициями и плебеями был запрещён, он стал возможным благодаря закону Канулея 445 года до н. э. Жена из дома патрициев при этом оставалась во власти своего отца, который имел право расторгнуть брак в любое время (правило просуществовало до II века). Однако такие браки не получили широкого распространения и стали скорее реальностью для богатых и уважаемых плебеев.

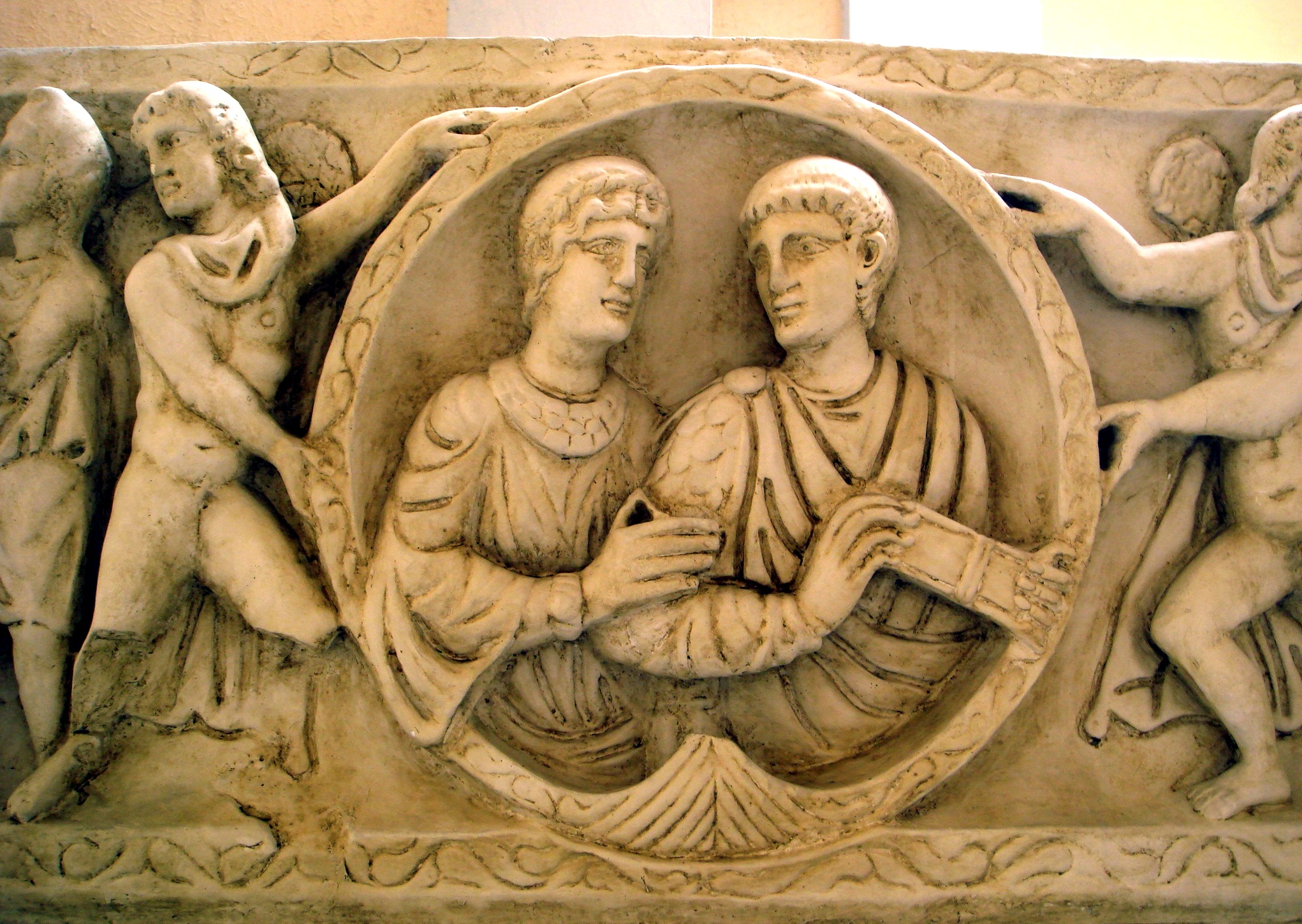
Рельеф саркофага супружеской пары

Брак женщин других сословий с вольноотпущенниками встречался реже, чем брак бывшей рабыни и бывшего хозяина. Установленный одним из законов Августа запрет на то, чтобы вольноотпущенница замужем за господином могла развестись против его воли, имел силу ещё в праве Юстиниана.
С введением законов Августа сенаторам (а со времён Марка Аврелия и до трёх поколений потомков сенатора) запрещалось жениться на вольноотпущенниках/-цах, актёрах или актрисах или их детях, проститутках, сутенёрах или сводницах и их бывших рабах, осуждённых преступниках. С середины I века н. э. рабам был разрешён брак, до этого рабы просто жили вместе в непризнанном законом союзе (лат. contubernium). Сохранилось множество свидетельств таких браков между рабами императоров и свободными женщинами.
Также брак между римскими свободными женщинами и солдатами не считался законным и формально являлся сожительством, а дети из такого брака — незаконнорождёнными. Брак между «иностранцами» (не гражданами Рима) формально не воспрещался, но и не приветствовался. Император Траян разрешил ветеранам жениться на дочерях варваров, дети от таких браков признавались законнорождёнными.

## Засвидетельствование брака
Для брачного союза не существовало специальных юридических церемоний. Римские юристы рассматривали брак как обоюдное согласие на брак и совместное проживание. Так, Модестин писал: «Долговременную связь свободной женщины следует понимать не как конкубинат, но как брак, если только она не промышляла своим телом».
Должна была присутствовать также склонность к браку — лат. affectio maritalis, что означало, что пара признаёт друг друга как мужа и жену и соответственно ведёт себя. Другое важное обстоятельство: жена должна быть отведена в дом мужа, и, согласно античным юристам, именно с этого момента начинался брак.
Также для того, чтобы брак был признан законным, должны были выполняться условия (лат. conubium), указанные в семейном праве (см. раздел Предпосылки), достигнут совершеннолетний возраст и получено согласие сторон.
Непризнание брака влекло за собой два последствия:
- Дети от него считались не имеющими отца и не состоящими в его власти;
- В случае прекращения неразрешённого брака никакие претензии по поводу приданого не принимались.

## Развод
Во времена республики для развода требовались существенные основания, которые обсуждались на семейном совете. Развод в период ранней республики встречался редко, а первый случай датируется 306 годом до н. э. у Валерия Максима (когда Луций Анний развелся с женой, за что цензорами был исключён из сената) либо 231/227 годом до н. э. у Сервия Сульпиция (когда консул Спурий Карвилий с согласия цензоров развелся с женой из-за её бесплодия).
К началу нашей эры разводы стали встречаться всё чаще. Женщины также разводились, однако в большинстве случаев инициатива исходила от мужчин. Разводы встречались в высшем сословии чаще, чем в низших сословиях. Разводы не были исключением и во времена империи, несмотря на законы императора Августа. Древнейшее требование о разводе встречается в Законах XII таблиц: «приказал своей жене взять принадлежащие ей вещи и, отняв ключ, изгнал».
Уже во II веке развод превратился в средство избавления от надоевшей жены. Валерий Максим пишет о следующих причинах для «быстрого» развода: жена вышла на улицу с непокрытой головой (второй развод в Риме, Сульпиций Галл); жена пошла в цирк, не спросив разрешения мужа (третий развод в Риме, Публий Семпроний Соф); жена остановилась поговорить с отпущенницей, о которой шла дурная слава.

…некий римлянин, разводясь с женой и слыша порицания друзей, которые твердили ему: «Разве она не целомудренна? Или не хороша собою? Или бесплодна?» — выставил вперед ногу, обутую в башмак, и сказал: «Разве он нехорош? Или стоптан? Но кто из вас знает, где он жмёт мне ногу?» В самом деле, по большей части не значительные или получившие огласку проступки жены лишают её мужа, но мелкие, частные столкновения, проистекающие из неуступчивости или просто от несходства нравов, даже если они скрыты от посторонних глаз, вызывают непоправимое отчуждение, которое делает совместную жизнь невозможной.

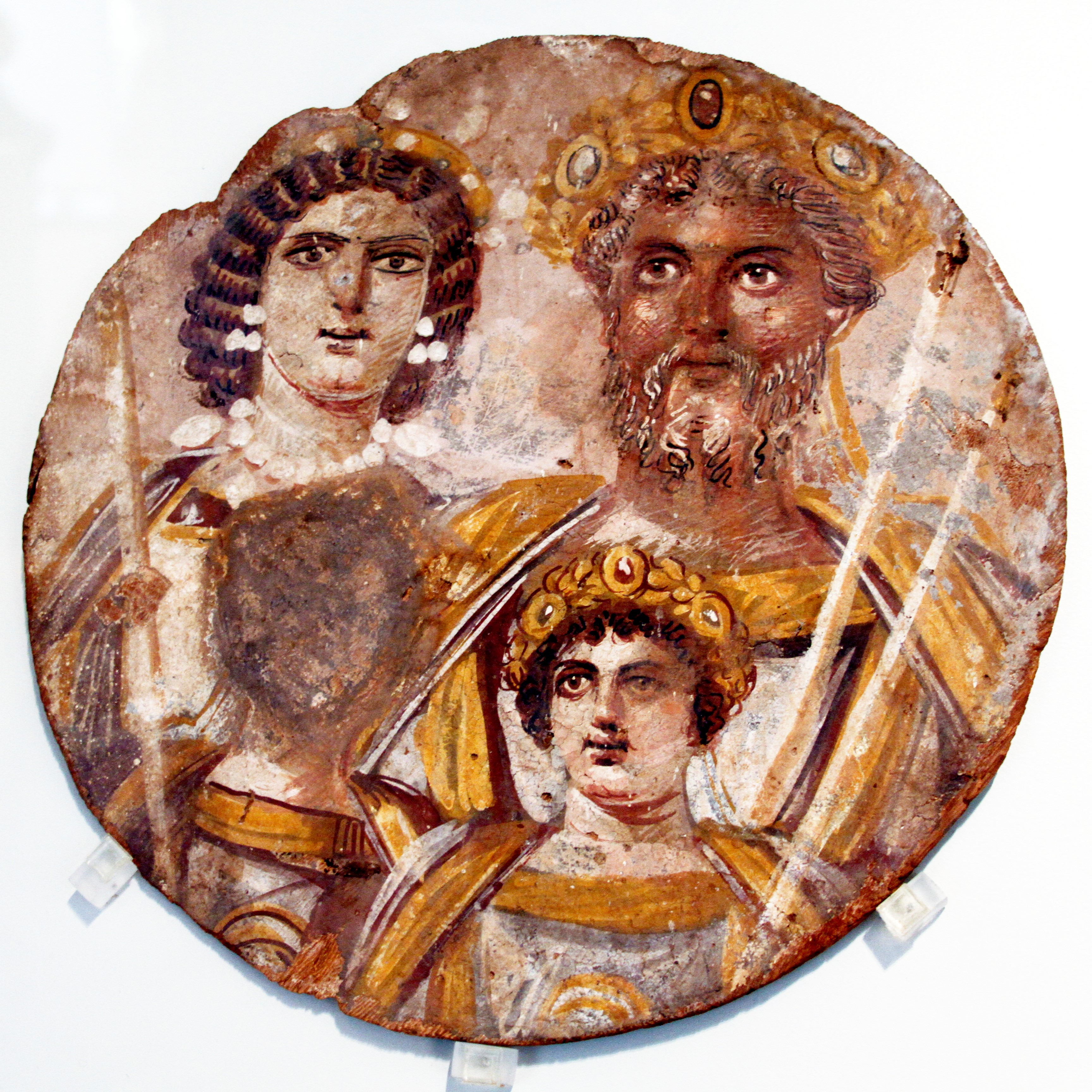
Семья императора Септимия Севера

При браке sine manu женщины располагали полной свободой развода. Расторжение брака могло состояться по обоюдному согласию или по воле одного из супругов, при этом участие государственных чиновников или юристов не являлось обязательным. Возможными причинами для развода могли стать бездетность, недостойное поведение одного из супругов или желание жить с другим партнёром. Традиционная форма выражения желания развестись звучала: «У меня есть для тебя твои вещи» (лат. tuas res tibi habeto) или «Заботься о своих делах» (лат. tuas res tibi agito) и исходила, возможно, из понятия брака как имущественного отношения. К таким «вещам» также относилось приданое, которое муж должен был вернуть жене в полном размере. Единственным исключением был случай, когда при наличии доказательств измены жены муж был вправе (в зависимости от тяжести ситуации) оставить себе всё приданое или его часть. При этом мужчина, уличённый в неверности, по закону ни в чём не «проигрывал».
Отец мог развести дочь с мужем, лишь при Антонине Пие было запрещено «разлучать живущих в согласном браке». Позднее и односторонний свободный развод, инициированный супругой, стал восприниматься как норма. Плутарх приписывает Ромулу регламентацию развода: жене не дозволялось уйти от мужа, а мужу позволялось прогнать жену, виновную в отравлении детей, подделке ключей или прелюбодеянии.
С ростом коррупции в среде чиновников увеличилось количество разводов и распространилась легкомысленность при вступлении в брак. Так, император Тиберий снял с поста квестора, так как он женился на женщине за день до распределения мест (чтобы получить должность, для которой необходимо быть женатым), а на следующий день развёлся. Браки, длившиеся долгое время, были редки, что становилось поводом для сатиры у римских философов и поэтов. Сенека пишет, например, что «ни одна женщина не постыдится развестись, потому что женщины из благородных и знатных семейств считают годы не по числу консулов, а по числу мужей. Они разводятся, чтобы выйти замуж, и выходят замуж, чтобы развестись», а Ювенал, что некоторые женщины разводятся, когда ветви, украшавшие двери дома молодых супругов, ещё не завяли.
Некоторые тонкости разводов в Древнем Риме:
- Умалишённая не могла дать развод своему мужу ни сама, ни через попечителя, но её отец мог направить к её мужу «посланца». Получить же развод она могла, так как «считалась находящейся на положении той, с которой разводятся без её ведома»[69].
- Вольноотпущенница, вышедшая замуж за хозяина, также не имела права на развод, если муж хотел, чтобы она оставалась его женой[70].
- За разводом должно было стоять серьёзное намерение разойтись, поэтому «если жена, сгоряча пославшая разводную, вскоре вернулась, то считается, что развода и не было»[71].
- Чтобы развод был признан действительным, нужно присутствие семи взрослых римских граждан, среди которых не должно быть отпущенников инициатора развода (включая вольноотпущенников его отца, деда и т. д.)[72].

## Новый брак
Сколько месяцев мать дитя своё носит во чреве,

Стольким же месяцам быть он указал и в году.

Столько же месяцев скорбь у вдовы соблюдается в доме,

И, погруженный в печаль, знаки он горя хранит.
Вступление в новый брак проходило без особых церемоний. Вдовы и разведённые женщины должны были снова выйти замуж в течение 6 месяцев (по закону Августа), позднее — до 12 месяцев по закону Папия и Поппея. Если при вступлении во второй брак не была расторгнута первая помолвка, то претор мог наложить на этого гражданина — лат. infamia, то есть гражданин терял свою честь.
В Риме классического периода женщина, состоявшая лишь один раз в браке, называлась лат. univira и была особо почитаема как своего рода идеал брака. Хотя развод и новый брак были довольно частыми явлениями, разведённые женщины не всегда приветствовались в обществе. По мнению учёных, вдовы, напротив, не испытывали такого рода общественного отчуждения при вступлении в новый брак. По традиции, идущей, по мнению Овидия, ещё от Ромула, вдова была обязана соблюдать траур в течение 10 месяцев, что писатель объясняет 10 месяцами беременности. Мужчины не были обязаны соблюдать траур по умершей жене.

## Сексуальность и мораль
Чувственная любовь и сексуальное удовольствие в римском браке считались нежелательными, и к этому супруги не стремились. С юридической точки зрения, близость в браке не являлась обязательной, её прекращение и даже жизнь врозь не прерывали течение брака. Однако супружеская любовь, доходящая до самопожертвования, прославлялась римскими моралистами.
Так как женщине приписывалась способность влиять на мужчин, внешняя дистанция между супругами, по крайней мере во времена республики, являлась признаком мужской стойкости и моральной чистоты. Например, Катон Старший обнимал свою жену только тогда, когда гремел гром, и исключил из сената претора за то, что тот в присутствии дочери поцеловал свою жену. Муж должен был «сдерживать» женскую сексуальность.

### Измена
Ещё в анналах цензоров 154 года до н. э. Кассия (лат. C. Cassius) и Мессалы (лат. M. Messalla) и консула в 133 году до н. э. Луция Пизона (лат. Lucius Calpurnius Piso Frugi) написано, что целомудрие в Риме уничтожено. Гораций, например, писал, что женской морали в Риме не найти, а Овидий — «целомудренна та, которой никто не домогался». Сенека младший писал, что «кажется, женщины имеют мужей, чтобы соблазнять любовников», а Тацит восхваляет германцев за то, что они не соблазняют и не позволяют себя соблазнить.
Женщин, обвинявшихся в нарушении целомудрия, если отсутствовал общественный обвинитель, по старой традиции должны были судить родственники. Так, Катон Старший выражает мнение, что муж вправе безнаказанно убить жену, если застанет её изменяющей ему, женщина же не может даже посметь коснуться неверного мужа. Другие тексты говорят о праве отца, но не мужа, убить прелюбодейку и её любовника в своём доме или доме зятя, муж же имел право убить любовника жены, но лишь если тот был актёром или вольноотпущенником, и сразу развестись с женой.
По указанию императора Веспасиана сенат постановил, что женщины, которые вступили в связь с рабами, должны считаться рабынями. Несовершеннолетняя невеста (до 12 лет), «уведённая в дом» будущего мужа, по закону не отвечала за прелюбодеяние, совершённое до наступления прав жены. Лишь после рескрипта Септимия Севера и Каракаллы ответственность за прелюбодеяние распространилась на невест, «потому что не дозволяется оскорблять ни какой бы то ни было брак, ни надежду на брак».
По закону Августа все сексуальные отношения с замужними вне брака (даже если пара была помолвлена) и конкубината нарушали закон и наказывались ссылкой на остров, если доказывалась измена и инцест, это наказывалось пожизненной ссылкой (лат. deportatio), также отбиралось имущество и гражданские права. Однако, при этом совместное проживание без доказательства сексуальных отношений не наказывалось. Измена мужчин с проститутками, актрисами и прочими порочными женщинами (лат. probnosae) юридически не наказывалась.
Такие нравы осуждали, например, стоики (Музоний Руф, I век), которые обличали измену вне зависимости от того, кто её совершил, и выступали против такой двойной морали римлян. Лишь при Константине мужчины и женщины стали в равной степени отвечать за измену перед судом. Однако традиционно большинство женщин всё же воспринимало поведение мужей как должное, считая, что мужчины имеют большую сексуальную свободу.

### Мораль и брак
Цицерон в одном из писем писал, что считает жизнь холостяков самой прекрасной на свете, а греческий философ II века Секунд (лат. Secundus) на свой же вопрос, что такое женщина, отвечал, что это «порча мужчины, ненасытное животное, оплот уничтожения, гибельная гадюка». По мнению учёных, большинство замужних женщин Древнего Рима сохраняло супружескую верность. Возможно, в глазах критиков жизнь женщины, чья роль отличалась от традиционной, ограниченной домом и детьми, казалась уже скандальной. Всё же образы и истории женщин в произведениях римских писателей не выдуманы, и некоторые женщины своим распутством отчасти создали атмосферу интриг и неспокойствия в обществе.
Римскими поэтами и писателями также восхвалялся идеал толерантной женщины, не «мешавшей» любовным похождениям мужа. Выдающийся римский юрист Домиций Ульпиан считал неправильным, что муж вправе требовать от жены моральных добродетелей, которым сам не соответствует. Так, идеалом мужественности считалось самообладание, в действительности же насилие было частым в семье.
Надписи на гробницах и саркофагах сообщают о жёнах, имевших одного мужа, или о женщинах, которые оставались вдовами, не выходили вторично замуж, храня верность своему первому мужу. Верность являлась качеством, которое особо прославляют надписи. От жён также ожидалось, что они будут вести домашнее хозяйство и выполнять традиционные женские обязанности, быть для мужа всегда на месте.
Во время принципата идея об ограничении женских инстинктов сменилась представлением о возможности воспитания жены. Брак, таким образом, стал выполнять и педагогическую функцию, поэтому также ценилась жена, которая не только подчинялась мужу, но и была способна принять другую «форму», то есть измениться.
|  | Добродетели жены | Идеальная жена | Гармоничный брак |
|  | - modesta — скромная - proba — честная - frugalis — бережливая - obsequentissima — уступчивая - pia — добродетельная - fidelissima — абсолютно верная - casta — целомудренная - pudens — стыдливая - officiosa — услужливая | - univira — жена одного мужа - domiseda — быть домоседкой - pulcherrima — прекраснейшая - prudentissima — самая благоразумная - rarissima — необыкновенная - incomparabilis — несравненная | - sine querella — без ссор - concorditer — в гармонии - sine offensa — без обид - sine fraude — без обмана - sine iracundia — без гнева |

## Римский брак в культуре
Божества, покровители брака:
- Конкордия — богиня согласия и покровительница супружеского мира.
- Юнона — богиня брака, семьи и материнства. Священным именем Юноны на свадьбах было Цинксия (лат. Cinxia), так как первоначально заключившие брак были лат. cinguli — «опоясанные»[32]. Другое прозвище Юноны — Унксия (лат. Unxia) напоминает о том, что порог дома должен быть смазан, чтобы предотвратить проникновение злых сил, Афференда (лат. Dea Afferenda) следила за приданым. Боги Юга лат. Dea Iuga[83] и Югатин лат. Deus Jugatinus[37]) — также имена Юноны, которая скрепляла браки[84].
- Бог Домидук (лат. Domiducus или лат. Interducus) приводил новобрачную к супружескому дому, Домиций помогал ей решиться войти в этот дом, Мантурна склоняла её остаться там жить[источник не указан 2448 дней].
- Церера — следила за правами замужних женщин[источник не указан 2448 дней].

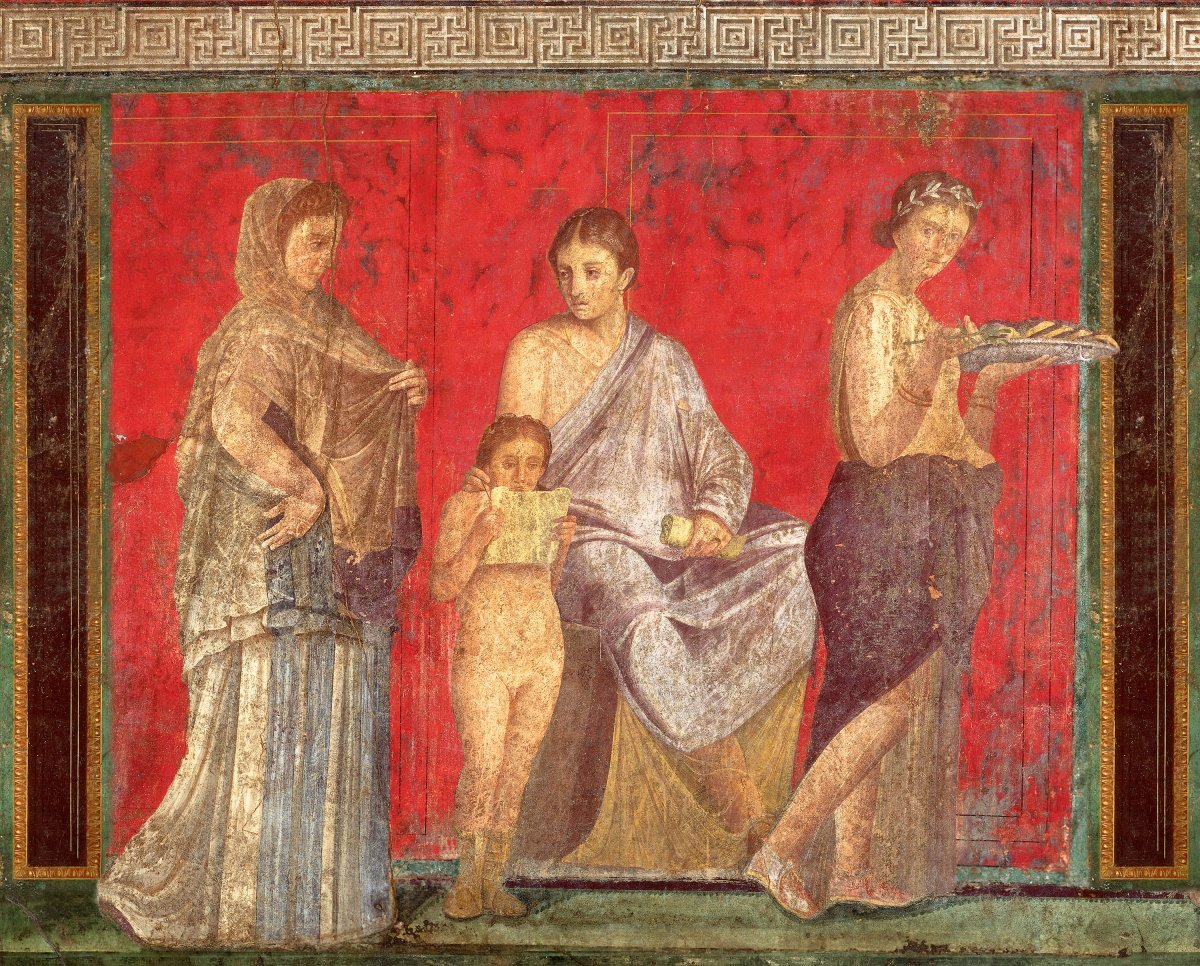
Фреска с виллы Мистерий, Помпеи

- Гименей — в греческой мифологии божество брака, также олицетворение брачных песен, который также почитался в Древнем Риме. Так, сохранилась фреска из Помпей, изображающая Гименея стройным нагим юношей в шафранном плаще, с факелом в одной и венком в другой руке[источник не указан 2448 дней].
- Пикун и Пилумн (лат. Pilumnus et Picumnus) — в римской мифологии братья, боги брака и рождения.

В искусстве:
- Сохранились немногочисленные фрагменты фресок с изображением dextrarum junctio в римских колумбариях[85].
- римские фрески, украшавшие дома, например, в Риме — античная фреска «Свадьба Альдобрандини» (Ватиканская апостольская библиотека), некоторые учёные считают фрески с виллы Мистерий в Помпеях, также изображением свадебных обрядов. Значительно больше сохранилось фресок по греческому образцу на тему свадьбы богов, например, свадебная процессия Посейдона и Амфитриты (Помпеи), свадьба Геры и Зевса[источник не указан 2448 дней].
- римские мраморные саркофаги с изображением свадебных ритуалов, например, свадебного шествия, или где изображены жених и невеста, соединяющими правые руки, при этом в левой руке жених держит свиток (брачный договор). Часто за парой изображена дружка невесты (иногда с чертами богини — покровительницы брака Юноны), которая соединяет руки супругов[9]. Произведений искусства, посвящённых другим свадебным ритуалам римской свадьбы не сохранилось[источник не указан 2448 дней].

В литературе:
           Девушка так же: невинна пока — бесплодно стареет.

           Если ж, для брака созрев, достойно в супружество вступит,

           Мужу дороже и меньше родителю в тягость.

           Гимен, о Гименей, Гимен, явись, Гименей!

           Девушка, ты не перечь такому супругу. Нельзя ведь,

           Право, перечить тому, за кого сам отец тебя выдал.

           Мать и отец заодно — их воле должна быть послушна.

           Девство не все ведь твое, а отчасти родителей также:

           Треть в нём отцовская есть, материнская треть в нём другая,

           Треть лишь одна в нём твоя. Потому не перечь ты обоим,

           Тем, что права передали свои и приданое зятю.

           Гимен, о Гименей, Гимен, явись, Гименей!
- Сохранилась «Свадебная песня» (стих 62) Катулла, написанная на манер греческих эпиталам, представляющая собой попеременное пение юношей и девушек перед наступлением брачной ночи. Стих 61[87] посвящён свадьбе Юнии Аурункулеи и Манлия Торквата (лат. Junia Aurunculeia, Manlius Torquatus), в котором можно найти подтверждение известных древнеримских традиций вступления в брак: выбор даты свадьбы, наряд невесты, обряд похищения, проводы в дом мужа[88].
- Одними из тем эпиграмм римского поэта Марциала были любовь, брак и распутство[89].
- В своих комедиях Плавт демонстрирует представления римлян об идеальной женщине и о её зависимом положении в семье, рисует портреты честных и верных жён. Молодые женщины выступают носительницами взглядов на брак как на союз, не зависящий от имущественных условий: «Не за деньги отдавал ты нас, за человека же…»[26].
- В VI сатире Ювенал описывает слабости и пороки современных ему женщин. Ювенал выступает против брака, описывая женщин-блудниц, «прелестниц пьяных», спальни, «полные перебранок», Рим, где царят «все преступленья и всевозможный разврат»[90].
- Апулей в «Метаморфозы, или Золотой осёл» описывает подготовку к свадьбе[91].

## Латинские источники
- Гай. «Институции». Дата обращения: 17 февраля 2009. Архивировано 20 августа 2011 года..
- Авл Геллий. «Аттические ночи». Дата обращения: 6 марта 2009. Архивировано 20 августа 2011 года. (лат.) (англ.)
- Дионисий Галикарнасский. «Римские древности» (англ.). Дата обращения: 5 марта 2009. Архивировано 20 августа 2011 года.
- Тит Ливий. «История Рима от основания Города». Дата обращения: 26 февраля 2009. Архивировано 20 августа 2011 года.
- Валерий Максим. «FACTORVM ET DICTORVM MEMORABILIVM» (лат.). Дата обращения: 5 марта 2009. Архивировано 20 августа 2011 года.
- Юлий Павел. «Сентенции» (лат.). Дата обращения: 7 марта 2009. Архивировано 20 августа 2011 года.
- Плиний Младший. Письмо Юнию Маврику (1, 14). Дата обращения: 17 февраля 2009. — Плиний описывает «идеального» жениха, идеальную жену Кальпурнию (письмо 4, 19, 2-5), стратегии наследования (письмо 8, 10).
- Светоний. Жизнь двенадцати царей. Книга 2. Божественный Август. Дата обращения: 18 февраля 2009. — брак и политические альянсы (62).
- Тацит. Анналы, книга 4. Дата обращения: 18 февраля 2009. — о насилии в браке (22,1).
- Секст Помпей Фест. О значении слов. Дата обращения: 13 февраля 2009.
- Цицерон. Философские трактаты. Об обязанностях. Книга I, 54. Дата обращения: 17 февраля 2009. Архивировано 20 августа 2011 года. — о значении брака и семьи для общества.
- «Corpus iuris civilis» — свод римского гражданского права, 529—534 года.

В «Институциях», учебнике для начинающих юристов, главы о браке: 1,9 — 1,10.
Дигесты — 50 книг, составленных из трудов римских юристов. Книги о браке: XXIII—XXV.
«Кодекс Юстиниана». Главы о браке: 5,1 — 5,27.
- Неизвестный автор. Fragmenta Vaticana. De re uxoria ac dotibus. Дата обращения: 17 февраля 2009. Архивировано 20 августа 2011 года..